# 鬧著玩
《鬧著玩娛樂》（英語：NowYouOn），節目主持人為顏永烈、浩角翔起、陳沐青、黃云歆、Jessica。節目於2019年9月6日開播，每週一、四 20:00在YouTube首播，2024年6月8日起台視開播，2024年6月15日起緯來綜合台開播，也是首次YouTube節目帶到電視台播出

## 主要成員
主持人為顏永烈、浩角翔起、陳沐青、黃云歆、七七Jessie 、Jessica
| 姓名                  | 參與期數             | 備註 |
| --------------------- | -------------------- | ---- |
| 顏永烈 （顏社長）     | 首播至今             |      |
| 阿翔 （翔不懂事長）   | 首播至今             |      |
| 浩子 （浩不理事長）   | 首播至今             |      |
| 黃云歆                | 2020年6月至今        |      |
| Jessica （林家卉）    | 2020年6月至今        |      |
| 吳季璇                | 2023年11月23日至今   |      |
| 臧芮軒                | 2023年11月23日至今   |      |
| 七七Jessie （柯佳琪） | 2020年6月-2022年11月 |      |
| 陳沐青                | 2020年6月-2025年7月  |      |